# Eloïse
Pour les articles homonymes, voir Eloise.
Pour plus de détails, voir Fiche technique et Distribution.
Eloïse est un film espagnol en catalan réalisé par Jesús Garay, sorti en 2009. Le slogan du film est :L'amor té nom de dona (:L'amour a un nom de femme).

## Synopsis
Le film suit l'histoire d'une jeune femme, Asia, qui tombe amoureuse d'une artiste lesbienne, Eloïse, et découvre la sexualité entre femmes. Le film est entrecoupé de scènes où Asia se retrouve hospitalisée et dans le coma.

## Fiche technique
- Titre original : Eloïse
- Titre international : Eloïse's Lover
- Réalisation : Jesús Garay
- Scénario : Cristina Moncunill
- Producteur :
- Musique :
- Langue d'origine : Catalan
- Pays d'origine : Espagne
- Genre : Drame, romance saphique
- Lieux de tournage : Badalone, Barcelone, Catalogne, Espagne
- Durée : 92 minutes (1 h 32)
- Date de sortie :
  -  Espagne :
    - 29 octobre 2009 au festival international du film de Valladolid
    - 6 novembre 2009 en salle

  -  Royaume-Uni 18 mars 2010 au London Lesbian and Gay Film Festival
  -  Pays-Bas 22 juin 2010 en salle
- Classification :
  -  Royaume-Uni : interdit aux moins de 15 ans[1]

## Distribution
- Ariadna Cabrol : Eloïse
- Diana Gómez : Àsia
- Laura Conejero : la mère
- Bernat Saumell : Nathaniel
- Carolina Montoya : Erika
- Miranda Makaroff : Norah
- Núria Hosta : Asun
- Eduard Farelo : El pare
- Jaume Madaula : Rubén
- Pau Herrero : Dani
- Toni Arteaga
- Ainhoa Alsina
- Nuria Parlade
- Ramón Garrido : l'infirmier
- Chus Leiva : l'infirmière